# 밀크 (음악 그룹)
밀크는 2001년 말에 데뷔해 활동했던 SM 엔터테인먼트 소속의 4인조 여성 그룹으로, 그룹명은 "Made In Lovely Kin"의 약자이다. 데뷔 당시에는 "제2의 S.E.S."로 불렸으며, 비슷한 시기에 데뷔한 슈가와 비교되기도 하였다. 2003년, 정규 2집 앨범 발매를 앞두고 갑작스레 해체하였다. 구성원으로는 재영, 보미, 현진, 유미가 있었으며, 각 멤버들은 주로 연기자로 활동하고 있다.

## 개요
밀크(M.I.L.K.)는 2년의 준비 기간을 거쳐, 2001년 12월 17일 첫 정규 앨범 《With Freshness》로 데뷔하였다. 타이틀곡은 〈Come To Me〉였으며, 후속곡인 〈Crystal〉, 〈Sad Letter〉로 2002년 하반기까지 활동하였다. SM 엔터테인먼트에서는 밀크를 위한 전용 레이블인 BM 엔터테인먼트를 신설하였다. 정규 1집 앨범 활동과 함께 창단된 팬클럽의 이름은 밀키웨이였다.
이후 정규 2집 앨범을 발매할 예정이었으나, 2003년 중반 돌연 해체되었다. 이에 대하여 2010년 7월 밀크의 멤버였던 재영은 스포츠서울과의 인터뷰에서 "미국에서 온 멤버가 있었는데 그룹이 안 맞는 거 같다며 나갔다. 멤버들에게 이야기도 안하고 사장님하고 단 둘이 결정하고 그만뒀다. 갑자기 자취를 감춰버렸고 연락도 안되고 나오지도 않았다. 남은 멤버들끼리는 '월북했나?'라고 농담삼아 말하기도 했다. 우린 6개월 정도 지난 뒤에야 그만둔 사실을 알았다."라고 말하며, 언제 해체된지도 모르게 해체되었다고 밝혔다. 현진 또한 한 멤버의 탈퇴로 팀이 해체되었다고 말하였다. 2집 타이틀곡으로 예정되었던 〈다시 만난 세계〉는 같은 소속사인 소녀시대의 데뷔곡이 되었다.

## 이전 구성원
| 이름   | 소개                                                |
| ------ | --------------------------------------------------- |
| 박희본 | - 이름 : 박희본 - 생년월일 : 1983년 5월 11일(41세)  |
| 김보미 | - 이름 : 김보미 - 생년월일 : 1984년 7월 12일(40세)  |
| 배유미 | - 이름 : 배유미 - 생년월일 : 1984년 12월 10일(40세) |
| 서현진 | - 이름 : 서현진 - 생년월일 : 1985년 2월 27일(40세)  |

## 음반 목록

### 정규 음반
| 번호 | 앨범 정보                                     | 트랙 리스트 |
| ---- | --------------------------------------------- | --- |
| 1    | 《With Freshness》 - 발매일: 2001년 12월 17일 | 1. Crystal 2. Come To Me - 타이틀곡 3. Sad Letter 4. 무조건적인 사랑 (Blind Love) 5. All My Love For You 6. I Want You 7. Secret 8. Reason 9. Wish 10. She Never... 11. Stay With Me 12. Good Time 13. Crystal (Instrumental) |

### 참여 음반
- 《Winter Vacation in SMTOWN.com - Angel Eyes》 - 16번 트랙 〈Wait For Me〉
- 《'02 Summer Vacation in SMTOWN.com》 - 10번 트랙 〈One Summer Dream〉
- 《2002 Winter Vacation in SMTOWN.com》 - 4번 트랙 〈Snow In My Mind〉 (With 슈, 보아, 이삭N지연)

## 같이 보기
- 신비
- 이삭N지연
- 블랙비트
- 파파야
- 티티마
- 소녀시대